# Qamea
Qamea (IPA: [ŋga me a]) je jedním ze tří ostrůvků ležících východně od fidžijského ostrova Taveuni. Další dva jsou Matagi a Laucala. Nachází se na 16,77° jižní šířky a 179,77 západní délky.

## Poloha a charakter
Qamea leží asi 2,5 kilometrů východně od Thurston Point na Taveuni. Ostrov je 10 kilometrů dlouhý s šířkou od několika set metrů až po 5 kilometrů. Má rozlohu 34 km². Ostrov je charakteristický příkrými údolími a vysokými kopci, z nichž některé jsou až 300 metrů vysoké. Na ostrově se snadno zachovala původní fauna díky tomu, že tam nebyla dovezena promyka mungo (Herpestes edwardsii).
Zátoka Naivivi je známa jako přírodní úkryt před hurikány.

## Obyvatelstvo
Kocoma je největší z šesti ostrovních vesnic. Má okolo 550 obyvatel. Ostrované jsou známi výrobou místní fermentované delikatesy zvané paileve.